# Kettil Glysing
Kettil Glysing eller Puke Glysing, född okänt år, död på 1360-talet, var en svensk riddare och riksråd.

## Biografi
Kettil Glysing, även kallad Puke Glysing var troligen son till Henrik Glysing och Ragvaldsdotter (Puke). Han nämns första gången 1332 och dubbades troligen 21 juli 1336 till riddare vid kung Magnus Erikssons kröning. Glysing var 1344 riksråd och levde fortfarande 1360. Han avled troligen 1363 eller 1364.

### Egendom
Glysing ägde gods i Tjusts härad och Tunaläns härad i Småland och Aska härad i Östergötland..

### Familj
Glysing var gift med Ingeborg Eriksdotter (Bielke), dotter till Erik Turesson (Bielke) och Margareta Bengtsdotter (Vingad pil). De fick tillsammans barnen en dotter som var gift med häradshövdingen Magnus Porse, Erik Glysing, Katarina Glysingsdotter som var gift med riksrådet, riddaren och lagmannen Karl Ulfsson (Ulvåsaätten) och riddaren Johan Moltke, en dotter som var gift med riksrådet, riddaren och lagmannen Birger Ulfsson (Ulvåsaätten), Bengta Glysingsdotter som var gift med riddaren Johan Ummereise och Elin Glysingsdotter som var gift med Arnold von Vitzen.